# 延斯·伯根斯坦
延斯·伯根斯坦（瑞典語：Jens Bergensten，1979年5月18日—），别名Jeb_，是瑞典的游戏设计师。自2010年12月，他在游戏开发商Mojang成为一名程序员和游戏设计师。2011年12月，马库斯·佩尔松辞去职位后他成为沙盒游戏Minecraft的首席设计师和主要开发者。

## 经历
伯根斯坦在11岁时使用BASIC和Turbo Pascal制作了他的第一个游戏。在21岁时，他是《雷神之锤3》的模型制作者和地图制作者。后来，他在游戏开发商Korkeken Interactive Studio成为C++和Java程序员。在此期间，他领导开发游戏Whispers in Akarra，后来因为该游戏偏离了团体的原意，他终止了该项目。
2008年，Korkeken Interactive Studio破产后，伯根斯坦搬到了马尔默，在马尔默大学他获得了计算机科学硕士学位，在他学习的过程中，他与Daniel Brynolf、Pontus Hammarber创立了游戏开发公司Oxeye Game Studio。该工作室因为制作游戏Harvest: Massive Encounter而知名。
在2010年11月24日前，伯根斯坦曾在网络知识社区Planeto工作。
在2013年5月11日，伯根斯坦与Jenny Bergensten（原姓Thornell）结婚。

### Mojang时期
伯根斯坦最初被Mojang聘为游戏Scrolls的后台开发人员，但由于他为Minecraft编程的重要性越来越突出，2011年12月他接替了马库斯·佩尔松原来的位置。他也成为Catacomb Snatch团队并为Humble Bundle Mojam在60小时内创建一个游戏。